# La Baffe
La Baffe település Franciaországban, Vosges megyében. Lakosainak száma 621 fő (2022. január 1.). La Baffe Archettes, Aydoilles, Charmois-devant-Bruyères, Cheniménil és Épinal községekkel határos.

## Népesség
A település népességének változása:
| Lakosok száma | 661  | 663  | 745  | 634  | 620  | 618  | 618  | 612  | 621  |
|               | 2013 | 2015 | 2016 | 2017 | 2018 | 2019 | 2020 | 2021 | 2022 |